# Kino Bled
Kino Bled je indie filmski festival, ki ga na Bledu organizira Zavod Aspekt. Z omejenim proračunom, dobrimi partnerji in prostovoljskim delom je leta 2019 zaživel v svoji prvi izvedbi.
Prva izvedba Kina Bled je potekala med 5. 8. 2019 in 11. 8. 2019 v Riklijevem parku na Bledu. Predstavljena je bila kot letni kino z dodatnim programom. Filmski program je obsegal 7 filmov različnih žanrov iz različnih držav, poleg filmov pa je bil dogodek popestren še z glasbenim programom, okroglo mizo, dvemi zavabami in kulinarično ponudbo. Dogodka se je udeležilo približno tisoč ljudi tekom celega tedna. Zaradi neugodnega vremena sta bili dve filmski projekciji v času festivala odpovedani, eno projekcijo so organizatorji kasneje priredili v okviru dneva žena 8. 3. 2020 v Triglavski roži na Bledu.
Druga izvedba Kina Bled je bila prvotno planirana od 20.6. do 27. 6. 2020. Organizatorji so želeli festival razširiti na več lokacij, vključiti tekmovalni del z nagradami in seveda razširiti filmski in obfilmski program, vendar je bil zaradi epidemije koronavirusa in močno omejenega proračuna plan spremenjen. Festival je bil prestavljen na nov termin od 11. 8 do 15. 8. 2020 in bo izveden v podobni izvedbi kot leto poprej, predvidoma v Riklijevem parku na Bledu.
Dolgoročna vizija Kina Bled je oživiti filmsko dejavnost na Bledu z vrhuncem v obliki festivala Kino Bled v poletnem obdobju, v prihodnosti pa imajo organizatorji željo ponovno vzpostaviti tudi lokalni kino, ki bi deloval preko celega leta.
Kino Bled v medijih:
- Gorenjski glas
- Radio Študent
- Blejske novice
- Bled TV